# Grindor
Grindor est un personnage fictif de la série animée Transformers: Armada et du film Transformers 2 : la Revanche.

## Transformers: Armada
Grindor est le mini-can de Carlos. Il se transforme en skateboard, et peut fusionner avec Highwire et Shureshock pour former un unique robot, Perceptor.

## Transformers 2: la Revanche
- Nom : Grindor
- Affiliation : Decepticons
- Protoform : Deceptican
- Armes : Epée hélice, Canon laser, Scie-hélice circulaire géante, Mitrailette, Grappin.
- Mode alternatif : Hélicoptère CH-53 Super Stailon

Grindor apparaît dans le film Transformers 2 : la Revanche.  
Grindor apparaît peu après la mort de Pretender, il capture Sam, Léo et Mikaela et les livre à Megatron. Il aide ensuite Megatron et Starscream à combattre Optimus dans la forêt, ce dernier lui coupe le bras droit et lui envoie son épée dans la jambe. Tandis que Optimus se bat contre Starscream, Grindor s'approche, retire l'épée de sa jambe et tente de l'envoyer sur le chef Autobot mais ce dernier lui saute dessus et le tue en lui arrachant le visage en deux avec ses doubles crochets.
Néanmoins, Grindor ne révèle quasiment pas ses nouvelles armes, on peut juste voir son retor de queue sur son bras droit lorsqu'il aide Megatron et Starscream à combattre Optimus. Dans le premier opus, Blackout, qui lui ressemblait beaucoup, possédait un canon, des lance-missiles et une mitraillette. Attention! Grindor n'a aucun lien avec Blackout à part leurs corps et leurs armes. Grindor est plus grand que Blackout.